# Order Maja
Order Maja lub Order Majowy, do 1957 pod nazwą Order za Zasługi (hiszp. Orden de Mayo, Orden al Mérito) – argentyński drugi order, wysokie odznaczenie państwowe nadawane obywatelom cudzoziemskim, zarówno cywilnym jak i wojskowym, którzy wyróżniając się wybitnymi zasługami zasłużyli na uznanie argentyńskiego narodu, a swoimi wysiłkami przyczyniają się do postępu, dobrobytu, kultury oraz dobrego zrozumienia i solidarności międzynarodowej.
Order za Zasługi został ustanowiony w 1946, a zreformowany 17 grudnia 1957, kiedy to zmieniono mu nazwę na Order Maja, wygląd, podzielono na klasy, kategorie zasług itp.
Order Maja jest obecnie podzielony na sześć klas:
- I klasa – Krzyż Wielki (Gran Cruz);
- II klasa – Wielki Oficer (Gran Oficial);
- III klasa – Komandor (Comendador);
- IV klasa – Oficer (Oficial);
- V klasa – Kawaler (Caballero);

nadawanych w czterech kategoriach zasług dla Argentyny:
- Za Zasługi (Al Mérito) – zasługi cywilne, np. dyplomatyczne, urzędnicze, przedsiębiorcze;
- Za Zasługi Wojskowe (Al Mérito Militar) – zasługi dla wojsk lądowych;
- Za Zasługi Morskie (Al Mérito Naval) – zasługi dla marynarki wojennej;
- Za Zasługi Lotnicze (Al Mérito Aeronáutico) – zasługi dla sił powietrznych.

Każda kategoria różni się całkowicie od pozostałych zarówno wyglądem insygniów, jak i kolorem wstęg oraz wstążek orderowych.
Klasa krzyża wielkiego w kategorii zasług morskich została nazwana Krzyż Wielki Admirała Guillermo Browna (Gran Cruz Almirante Guillermo Brown).
Początkowo istniał – jako najwyższa klasa – Łańcuch (Collar), który występował tylko w kategorii zasług cywilnych, ale został zniesiony w kilka miesięcy po ustanowieniu (dekretem nr 4.487 z 10 kwietnia 1958).
Wielkim mistrzem jest urzędujący prezydent, a kanclerzem minister spraw zagranicznych i religii. Stoją oni na czele kapituły składającej się ponadto z trzech ministrów: wojny, marynarki wojennej i sił lotniczych (obecnie te trzy ministerstwa już nie istnieją, a ich obowiązki przejęło w 1958 pojedyncze ministerstwo obrony z osobnymi sekretarzami stanu dla tych resortów).